# Premiers Baisers
Ne doit pas être confondu avec Premier Baiser.
 (octobre 2010).
Si vous disposez d'ouvrages ou d'articles de référence ou si vous connaissez des sites web de qualité traitant du thème abordé ici, merci de compléter l'article en donnant les références utiles à sa vérifiabilité et en les liant à la section « Notes et références ».
Les Années fac / Hélène et les Garçons
Premiers Baisers est une série télévisée française en 318 épisodes de 26 minutes, créée par Jean-François Porry et diffusée du 23 décembre 1991 au 12 mai 1995 sur TF1. Depuis, elle est régulièrement rediffusée sur AB1.
Il s'agit d'une série dérivée de Salut les Musclés centrée sur le personnage de Justine Girard, interprété dans les deux séries par l'actrice Camille Raymond. À son tour, Premiers Baisers a fait l'objet d'une série dérivée, Hélène et les Garçons (centrée sur le personnage d'Hélène, la grande sœur de Justine) et a également connu deux suites : Les Années fac (1995 - 1998) et Les Années bleues (1998). Certains de ses personnages apparaissent encore dans Les Mystères de l'amour, autre série créée par Jean-François Porry (diffusée depuis 2011).
La série est intégralement disponible sur la chaîne YouTube Génération Sitcoms depuis le 3 juillet 2020.
Depuis le 11 octobre 2021, la série dispose également de sa propre chaîne diffusée 24 h/24 sur la plateforme gratuite Pluto TV.

## Synopsis
La série met en scène le quotidien de Justine Girard tout au long de ses années au lycée, et particulièrement sa vie sentimentale avec son petit ami Jérôme, entre rapprochements et tromperies. Autour d’eux gravitent leurs amis : Annette, Luc, François, qui se retrouvent régulièrement dans les couloirs du lycée ou à la cafét’, ainsi que la famille de Justine : ses parents Roger et Marie, sa grande sœur Hélène…
Puis l'arrivée des nouveaux : Déborah, Suzy et Suzon, les tornades australiennes (respectivement sa cousine et ses copines), et la bande va s'agrandir avec Joël, Virginie (une autre cousine), Odile, Bernard, Géraldine, Aristide, Anthony, Jean-François, Daniel, etc., sans oublier la naissance de Chloé, la petite dernière de la famille Girard.

## Distribution

### Personnages principaux
- Camille Raymond : Justine Girard (épisodes 1 à 28, 30 à 71, 73 à 86, 128 à 130, 144 à 149, 158 à 166, 168, 169, 176 à 178, 190 à 196, 198 à 212, 214 à 223, 234 à 268, 270 à 298 et 300 à 318)
- Fabien Remblier : Jérôme (épisodes 1, 2, 4 à 14, 16 à 24, 26 à 67, 69 à 184, 187 à 207, 209 à 240, 242 à 261, 263, 264, 266, 269 à 271, 273, 274, 276, 279 à 307, 309 à 312 et 314 à 318)
- Magalie Madison : Annette (épisodes 1 à 17, 19 à 26, 28 à 53, 58 à 79, 84 à 88, 94, 96, 100, 101, 103, 106 à 108, 113, 115 à 149, 151 à 159, 166 à 278 et 281 à 314)
- Boris Haguenauer : François (épisodes 1 à 3, 5, 6, 9 à 20, 22 à 67, 69 à 80, 83 à 108, 110 à 114, 116, 117, 125 à 130, 132, 134, 136, 138, 139, 141, 142, 144 à 149, 234 à 236, 263 et 264)
- Julie Caignault : Isabelle (épisodes 1, 2, 5, 6, 8, 11, 13 à 21, 23, 27 à 30, 32 à 46, 48 à 58, 60 à 63, 66 à 69, 71 à 73, 75, 76, 79 à 89, 91 à 113, 115 à 141, 145 à 179, 181 à 191, 194 à 221, 224, 225, 228 à 235, 237 à 241, 243 à 247, 249 à 261, 263 à 273 et 277 à 279)
- Christophe Rippert : Luc (épisodes 1, 3, 5 à 7, 9, 11 à 15, 18, 19, 22 à 24, 26 à 29, 32 à 38, 40 à 44, 46 à 69, 71 à 128, 134, 136 à 179, 181 à 191, 194 à 236, 240, 241, 243 à 245, 247, 248, 251 à 260, 262 à 274, 298 à 310 et 313 à 318)
- Christiane Ludot : Marie Girard (épisodes 2, 4, 5, 7 à 11, 14 à 18, 21 à 26, 28, 30 à 35, 37, 38, 40 à 43, 45, 47 à 61, 63, 64, 66, 68 à 71, 73 à 77, 81 à 90, 92, 95, 96, 98, 100 à 104, 106, 109, 110, 112 à 115, 117, 118, 120 à 122, 124 à 129, 131 à 141, 143, 144, 146 à 153, 169 à 177, 179 à 188, 190 à 193, 195, 198 à 200, 202 à 205, 207 à 212, 214 à 221, 223, 224, 226 à 230, 232, 233, 236, 238 à 247, 249, 250, 254, 255, 257 à 260, 263 à 267, 270 à 275, 277, 279 à 281, 284, 285, 288, 290, 292, 293, 295 à 301, 303, 304, 306, 308, 309, 311, 313 et 315 à 318)
- Bruno Le Millin : Roger Girard (épisodes 2 à 5, 7, 9 à 12, 14 à 28, 30, 32 à 35, 37 à 61, 63 à 71, 73 à 77, 79 à 92, 94 à 96, 98, 100 à 154, 156 à 160, 162 à 177, 179 à 192, 211 à 236, 238 à 250, 252 à 255, 257 à 260, 262 à 282, 284, 285, 287, 288, 290, 292, 293, 295 à 304, 306 à 309, 311 à 313 et 315 à 318)
- Hélène Rollès : Hélène Girard (épisodes 2, 4, 7, 9 à 12, 14 à 18, 20 à 23, 26, 30, 35, 37 à 42, 50, 53 et 55 à 58)
- Christine Ever : Suzy (épisodes 74 à 144, 146, 148, 149, 228 à 230, 232 à 241, 243 à 247, 249, 250, 252 à 258, 260, 262 à 265, 268 à 271, 275, 303 à 307, 309, 310, 313 et 315 à 318)
- Stéphanie Ever : Suzon (épisodes 74 à 144, 146, 148, 149, 228 à 230, 232 à 241, 243 à 247, 249, 250, 252 à 258, 260, 262 à 265, 268 à 271, 275, 303 à 307, 309, 310, 313 et 315 à 318)
- Rebecca Dreyfus : Cathy (épisode 24)[note 1] / Déborah (épisodes 74 à 138, 141, 143, 144, 146, 148 et 149)
- Joël Cresson : Joël (épisodes 68, 75, 76, 115 à 149, 151 à 159, 161 à 164, 166 à 176, 178 à 211, 213 à 235, 240 à 248, 250 et 252)
- Virginie Desarnauts : Virginie (épisodes 150 à 212 et 214 à 318)
- Esther Legros : Odile (épisodes 32, 44, 55 à 57, 59, 63, 80, 93, 95, 96, 100, 111, 126, 127, 134, 154 à 164, 166 à 170, 172 à 176, 178, 180 à 182, 184 et 189)
- David Talbot : Bernard (épisodes 154 à 164, 166 à 170, 172 à 176, 180 et 182)
- François Rocquelin : Aristide (épisodes 251 à 278, 280 à 289, 292 à 307, 309 à 311, 313 et 315 à 318)
- Anthony Dupray : Anthony (épisodes 193 à 212, 216 à 224, 226, 227, 229, 230, 232 à 234, 236 à 240, 243, 244, 246, 247, 255, 257, 260 à 268, 270 à 272, 274, 299 à 310 et 313 à 318)
- Nathalie Dudeck : Géraldine (épisodes 171 à 178, 180 à 184, 187 à 207, 209 à 218, 222, 224 à 238, 247, 250, 255 à 261, 263, 264, 266, 269, 273, 274, 276, 281 et 282)
- Franck Tordjman : Jean-François (épisodes 154 à 157, 159, 162 à 168, 170, 171, 174 à 179, 181 à 186, 189, 190, 193 à 202, 204 à 217, 219 à 221, 224, 225, 228 à 230, 233 à 235, 237 à 240, 254 à 258, 260, 261, 263 à 273, 275 et 277)

### Personnages secondaires
Récurrents
- Renaud Roussel : Daniel (épisodes 279, 281 à 283, 286, 287, 289, 290, 292 à 308, 311, 312 et 314 à 318)
- Jérôme Fuselier : Fabien (épisodes 213 à 222, 225 à 227, 229, 230, 232 à 234, 236 à 240, 243, 244, 246 et 247)

Invités
- Élisabeth Saint Cast : Nathalie (épisode 4)
- Emmanuel Montes : Nicolas (épisode 4)
- Maïna Salmon : cousine (épisodes 213 à )
- Elsa Saladin : Bouboule (épisodes 5 et 6)
- Philippe Eustachon : Sakamoto (épisode 8)
- Paula Jane Ulrich : Dolly (épisodes 12 et 13)
- Luis Marques : Olivier (épisode 14)
- Christelle Lorieux : Ghislaine (épisode 18)
- Laurent Lafitte : L'homme (épisode 19)
- Luc Teyssier D'Orfeuil : Jacques (épisode 21)
- Bénédicte Roy : Lucie (épisode 21)
- Philippe Cheytion : Antonin (épisode 22)
- Hervé Noël : Alex (épisode 25)
- Yves Noël : Axel (épisode 25)
- Nicolas Djermag : Cyril (épisode 29)
- Christine Lemler : Marianne (épisode 31)
- Sébastien Niess : Jérémy (épisode 31)
- Guillaume Delacroix : Hervé (épisode 34)
- Roméo Sarfati : Jean-Louis (épisode 36)
- Sophie Mounicot : Stéphanie (épisode 38)
- Olivier Ferracci : Johnny (épisode 39)
- Stéphan Guérin-Tillié : Laurent (épisode 47)
- Patrick Puydebat : Nicolas (épisode 50)
- Sandra Speichert : Anastasia (épisodes 54, 56, 57, 61, 71 et 72)
- Olivier Brocheriou : Jean (épisodes 63 à 67)
- Astrid Veillon : Adeline (épisodes 65 à 67)
- Patrick Leroux (épisode 85)
- Julie Gayet (épisode 95)
- Macha Polikarpova : Pauline (épisode 111) / Svetlana (épisodes 125 à 132 et 138)
- Jean Epaule : Jean (épisode 119)
- Céline Sauvage : Céline (épisodes 140 à 143 et 147 à 163)
- Guillaume Canet : Guillaume (épisode 151)
- Damien Witecka : Lui-même
- Thomas Jouannet : Yvan (épisode 167)
- Céline Leclercq : Valentine (épisodes 185 à 188)
- Gérard Vivès : Gérard (épisodes 203, 206, 213 et 236)
- Igor Butler : Yvan (épisodes 237 à 241 et 243 à 247)
- Lynda Lacoste : Linda (épisodes 224, 225, 230 à 232, 234, 236, 240, 241, 243, 245, 247 et 251 à 253)
- Yoann Sover : figuration (épisodes 244 et 246)
- Étienne Draber : Maurice (épisode 249)
- Ingrid Chauvin : Bernadette (épisode 250)
- Aurore Bunel : Christine (épisode 250)/ Jennifer : (épisodes 309 et 314)
- Arnaud Riverain : David (épisodes 251 à 258)
- Gérard Surugue : Monsieur Jojo (épisodes 266 et 267)
- Benny B : Le groupe Benny B (épisode 268)
- Bruno Flender : Hubert (épisode 276)
- Philippe Tarride : Hervé (épisodes 276 à 295)
- Nicolas Berger-Vachon : Guillaume (épisodes 276 à 280)
- Stéphane Berthier : Patrick (épisodes 276 à 279)
- Laurent Conoir : Blaise (épisodes 277 à 295)
- Régine Blaess : Mamie Girard (épisodes 280 à 284)
- Ruthy Avayou : Annie (épisode 282)
- Mathieu Brenner : Antoine (épisodes 286 à 293)
- Olivier Clastre : Max (épisode 304)
- Diane Robert : Clotilde (épisode 304)
- Chloé Trouard : Gaëlle (épisode 305)
- Garence Giachino : Anne-Marie (épisode 305)
- Cynthia Durrieu : Nathalie (épisode 305)
- Manon Saidani : Karine (épisodes 306 à 308, 311 à 313, 316 et 318)
- Virginie Caren : Caroline (épisode 114) / Laurence (épisodes 306 à 308, 311 à 313, 316 et 318, créditée sous le nom de Virginie Quevenard)
- Bruno Burtin : Bruno (épisodes 307 à 317)
- Hugo McGregor : Kévin (épisodes 310 à 314)
- Clara Comolet : Sophie (épisodes 60, 62, 63, 67 à 69, 72, 94 et 95)
- Claire Beaudoin : Claire
- Fabrice Sopoglian
- Romain Jouffroy : Arthur
- Jean-Marc Maurel : Philippe
- Anne-Liese Juge : Jenny
- Alexandra Verdier : Alexandra
- Pascal Gauchot : Pat
- Sophie Bertrand : Annabelle
- Coralie Revel : Coralie
- Loredana Middione : Timmy

## Épisodes
1. Le Vrai Baiser
2. Une journée de rêve
3. Cavalier exigé
4. Une vraie scène de ménage
5. Flip boy, 1re partie
6. Flip boy, 2e partie
7. Cartes de vœux
8. La Salle de bain pour moi toute seule
9. Le Fugueur
10. L'Anglais
11. Un sweat super sweet
12. Australian Kiss, 1re partie
13. Australian Kiss, 2e partie
14. Olivier
15. Au secours d'Hélène
16. Juju
17. La Campagne électorale
18. Love Machine
19. Les Mémoires d'Annette
20. Pin's ou Bisou
21. Le Prince charmeur
22. L'Argent de poche
23. Un voyage de rêve
24. La Fâcherie
25. Les Jumeaux
26. À nous les filles
27. La Disparition
28. Le Poing dans la figure
29. Casse-pieds
30. Les Statistiques
31. Star de pacotille
32. Framboises des bois
33. Vols au vestiaire
34. Le Mauvais Moment
35. L'Anniversaire de Marie
36. La Varicelle
37. La Gifle
38. La Copine de maman
39. Erreur judiciaire
40. Le Poète disparu
41. Économie de crise
42. L'Accident
43. La Secte
44. La Dispute
45. La Vie secrète de Jérôme
46. Le Philtre d'amour
47. Le Cousin de Jérôme
48. La Maladie du baiser
49. Informatique Folie
50. Bonnes Vacances
51. Retour de vacances
52. C'est la rentrée
53. La Mégacata
54. Un seul être vous manque
55. Qui se ressemble
56. Le Rallye
57. Le Parfait Amour
58. Le Grand Retour
59. Le Neveu de Xavier
60. La Colle
61. Surpris, surprise
62. Un cœur à prendre
63. Les Verres de contact
64. L'Examen de passage
65. Le Remède
66. La Shampouineuse
67. Nounours
68. Le Jumelage
69. L'Anniversaire de Justine
70. Impair et Père
71. Un lit pour deux
72. L'Esclave
73. L'Artiste peintre
74. Cinq Filles à la maison
75. L'Installation
76. Je serai la plus belle
77. Le Mal du pays
78. Guillaume le conquérant
79. Plus on est de fous
80. Un baiser de cinéma
81. Double Amour
82. Double Chagrin
83. La Déprime
84. La Convocation
85. Le Choix de Justine
86. Adieu Justine
87. Les Chaussures de papa
88. Le Dilemme
89. Les Play-boys
90. Les Loubards
91. Les Exams, 1re partie
92. Les Exams, 2e partie
93. Méli-mélo
94. Star de la pub
95. Le Défi
96. La Loterie
97. Tel est pris qui croyait prendre
98. Sondages
99. Une histoire d'amour
100. Bon anniversaire Debby
101. La Scarlatine
102. Foot furieux
103. Esprit frappeur
104. Le Grigri de Kim
105. Téléphone
106. Les Fans
107. Les Quadrinoclards
108. L'Éclair
109. L'Homme à l'harmonica
110. La Totoche unique
111. Pas comme lui
112. Jenny
113. Exercices pratiques
114. Un bon copain
115. Le Grand Amour
116. Qui va à la chasse
117. Le Sit-in
118. La Fille au super pull-over
119. Luc super star, 1re partie
120. Luc super star, 2e partie
121. Belle ou pas belle
122. Le Bon Numéro
123. Au voleur !
124. La Nouvelle
125. Yaourt bulgare
126. Ruptures
127. Le Quart d'heure américain
128. Le Retour
129. Amis Amies
130. La Photo
131. Une journée pas comme les autres
132. L'Amour le plus long
133. Cours de français
134. Retour de Finlande
135. Alerte
136. Chômage
137. Jalousies
138. Retour en fanfare
139. Course à l'amour
140. Le Canon
141. Des mondes différents
142. Bats-toi
143. Une dure journée
144. Une situation compliquée
145. Les Bonnes Habitudes
146. Le Grand Saut
147. La Crise
148. Chambardement
149. Départs en chaîne
150. Solitudes
151. De nouvelles habitudes
152. Cauchemar
153. Mystères
154. Rivaux
155. Querelle
156. Horizon
157. De mal en pis
158. Entre les deux
159. Abandonnée
160. Union sacrée
161. Le Championnat
162. La Fête
163. La Trouvaille
164. Les Fleurs
165. T'as pas cent balles ?
166. La Garantie
167. Mon cœur balance
168. Sans dessus dessous
169. Un nouveau-né
170. Coup de blues
171. Célibataires
172. La Paix !
173. Sur les rangs
174. La Surprise du chef
175. Surmenage
176. In extremis
177. Les amoureux sont seuls au monde
178. Tentation
179. Les garçons se cachent pour pleurer
180. Hors limite
181. Le Bras cassé
182. Amour toujours
183. Frayeur
184. Le Casting
185. La Bonne Copine
186. Chacun son tour
187. Le Coup de maître
188. Retour de flamme
189. Accident dans la brousse
190. Justine le retour
191. La Rescapée
192. La Chance d'une vie
193. Jalouse, moi, jamais
194. À dormir debout
195. Qui sait...
196. L'Aveu
197. La Preuve par deux
198. Le Doute
199. Le Bon Moment
200. Hésitations
201. Chantage
202. Clair comme de l'eau de roche
203. Le Cadeau de mariage
204. Double Aveu
205. Nouvelle Donne
206. Machination
207. Retournement
208. Inattendu
209. La Bêtise
210. Inquiétude
211. Le Cri du cœur
212. Rapprochement
213. Mise en forme
214. La Manif de l'amour
215. Violence
216. Incontournable
217. Combats
218. À un cheveu près
219. Passions
220. Trio de charme
221. Où est-il ?
222. Sautons ensemble
223. L'Ordre établi
224. Le Top des tops
225. Coup de frein
226. Incognito
227. Un rival dangereux
228. Ne change rien
229. Repérages
230. Complications
231. Un choix délicat
232. L'Effet boule de neige
233. La Promesse
234. Retours
235. Une idée de génie
236. Le Pari jumelé
237. L'Examen de passage
238. Don de voyance
239. Le Maître
240. Le Nid d'amour
241. Spectaculaire
242. Question d'âge
243. Aversion
244. Précautions indispensables
245. Catastrophe informatique
246. Sauvetage amer
247. Résultats
248. Les Messagers
249. Le Caméléon
250. Sœur Annette
251. Oui d'avance
252. L'Arche de Noé
253. Une chèvre à caser
254. La Vengeance de la vipère
255. Rentrée nostalgique
256. Formidable
257. Pile ou Face
258. La Fièvre
259. La Tête à l'envers
260. Tout va de travers
261. Démasqué
262. Pot de colle
263. Rouler des patins
264. Le Tout pour le tout
265. Le Troisième Jour
266. Monsieur Jojo, 1re partie
267. Monsieur Jojo, 2e partie
268. Le Rap
269. L'Horoscope
270. Histoire de garçons
271. Le Prix à payer
272. Coup de bleu
273. Poignardé
274. Solidarité
275. Les Étoiles montantes
276. Tous les moyens
277. Faux Départ
278. Traquenard
279. Copains de régiment
280. Une mamie d'amour
281. Période d'essai
282. Malentendu
283. Le Grand Meneur
284. La Révélation
285. L'Infidèle
286. Le Plan jalousie
287. Revu et corrigé
288. Question de look
289. Dans la cage
290. Double Sacrifice
291. Zizanie
292. Sac à malices
293. À cœur ouvert
294. Toi et moi
295. Fruits et Légumes
296. Drame
297. La Prise de la forteresse
298. Jeux de cartes
299. Les Copains
300. Déménagement prématuré
301. À la porte
302. L'Emménagement
303. Double Surprise
304. Le Ronfleur
305. Question de tactique
306. La Poursuite
307. Leçon de skate
308. De vrais copains
309. Ingratitude
310. Le Correspondant
311. Dans les choux
312. Conflits
313. Éperdue
314. Désespoir
315. L'Intérim
316. Tant qu'il y a de l'amour
317. Le Jour du bac
318. La Fin de l'épreuve

À noter qu'il existe également un épisode hors-série intitulé Joyeux Noël, qui a été diffusé sur TF1 le 24 décembre 1991 dans le cadre d'une émission spéciale en première partie de soirée animée par Dorothée (Le Cadeau de Noël). Plusieurs animateurs du Club Dorothée (Dorothée, Ariane et Jacky) y font d'ailleurs une apparition.

## Conception
Depuis 1989, Jean-Luc Azoulay est l’auteur de la sitcom Salut les Musclés, qui raconte la vie fictive des cinq musiciens du Club Dorothée. Il est expliqué que l'un d'entre eux, Framboisier, a une nièce prénommée Justine (interprétée par Camille Raymond) ; celle-ci s'installe rapidement au domicile des Musclés et devient un personnage récurrent de la série. Au milieu des intrigues souvent loufoques de la sitcom, certains épisodes tournent autour de la vie de Justine au lycée, notamment sa relation avec un garçon prénommé Jérôme.
En 1991, Jean-Luc Azoulay décide de profiter de la notoriété de Justine et de sa comédienne pour créer une série pour adolescents dont elle serait l’héroïne. C’est ainsi que, dans l’épisode 98 de Salut les Musclés, les parents et la grande sœur de Justine reviennent d’Australie et Justine quitte logiquement l’appartement des Musclés pour retourner vivre avec sa famille.
Les tournages de Premiers Baisers débutent en avril 1991, pendant les vacances de printemps. Suivant la méthode de production en vigueur chez AB, on tourne un épisode par jour. Cependant, à l’époque, Camille Raymond est encore lycéenne et son emploi du temps scolaire influe sur le rythme de production : les tournages se limitent généralement à deux épisodes par semaine, le vendredi et le samedi, ainsi que pendant les vacances scolaires. Entre avril et le début de la diffusion télévisée de la série, en décembre, ce sont vingt-cinq épisodes qui sont tournés.
La diffusion débute le lundi 23 décembre 1991 à 18h sur TF1. Il s’agit de la première série produite par AB Productions diffusée hors du cadre du Club Dorothée. Même si le programme suit directement l’émission (et que celle-ci en assure largement la promotion), il s’agit d’étendre le public potentiel à toute la famille – la série est d’ailleurs présentée par l’Unité de programmes familiaux (dirigée par Dorothée).
Comme rampe de lancement supplémentaire, la série peut compter sur le programme diffusé en prime-time le lendemain, Le Cadeau de Noël. En effet, il s’agit d’une comédie musicale produite par AB Productions, dans laquelle Dorothée rencontre chanteurs et figures emblématiques de TF1 : entre Jean-Pierre Foucault, Christian Morin ou Roger Hanin, voici les personnages de Premiers Baisers. Une première séquence avec Roch Voisine (l’idole du personnage d’Annette) se déroule à la cafétéria, puis, surtout, la fin de l’émission consiste un épisode spécial d’une trentaine de minutes, à l’intrigue déconnectée du reste de la soirée, qui reprend les codes de la série, dont les rires enregistrés ou le jingle à chaque changement de séquence.
La série rassemble rapidement un large public et la diffusion se poursuit au-delà des vacances de Noël, à raison d’un épisode par semaine, tandis que de nouveaux épisodes sont tournés. On peut noter que, dans les premiers temps, la diffusion des épisodes ne suit pas du tout l’ordre de production : les intrigues ne sont alors pas feuilletonnantes.
Rapidement, le personnage d’Hélène (interprété par Hélène Rollès, déjà connue des téléspectateurs du Club Dorothée avant la diffusion de la série) semble attirer la sympathie du public, et Jean-Luc Azoulay envisage d’en faire, à son tour, le personnage principal de sa propre série. Les tournages d'Hélène et les Garçons commenceront dès le mois d’avril 1992, alors que seulement une vingtaine d’épisodes de Premiers Baisers ont été diffusés.

## Équipe de production
Réalisation : Dix-neuf réalisateurs différents alternent tout au long de la série, et alternent également avec des épisodes d’autres séries AB en production au même moment. Parmi eux, les réalisateurs les plus fréquents sont :
- Olivier Altman (55 épisodes)
- Jacques Samyn (52 épisodes)
- Ariane Gil (52 épisodes)
- Jean-Pierre Spiero (43 épisodes)
- Marianne Fossorier (33 épisodes)
- Gérard Espinasse (21 épisodes)
- Christophe Gregeois (21 épisodes)
- Nicolas Cahen (17 épisodes)
- Jonathan A. Ray

Scénario : Jean-François Porry est crédité au scénario de 309 des 318 épisodes de la série, mais ne signe le scénario seul que très exceptionnellement. Il est d’abord le plus souvent associé à Bénédicte Laplace (87 épisodes), puis à Emma Ogouz (165 épisodes), des scénaristes régulières pour d’autres séries AB à la même période.
On peut également citer les noms de Jean Grange (co-scénariste de 22 épisodes, essentiellement au moment du lancement de la série) et de Serge Arnault (co-scénariste de 24 épisodes à la fin de la série).
Parmi les autres scénaristes qui interviennent sur une poignée d’épisodes, on trouve également le nom d’Emmanuelle Mottaz, l’interprète de la chanson du générique, sur trois épisodes (elle sera ensuite une scénariste régulière d'Hélène et les Garçons). Les comédiens Fabien Remblier (Jérôme) et Christine Lemler co-scénarisent les épisodes 90 à 92, puis Julie Caignault (Isabelle) et Benoît DuPac co-scénarisent l’épisode 97.
Créé par : Jean-François Porry
Décors : Yves Pirès
Direction de la photographie : Didier Debauve
Musiques : Gérard Salesses
Distribution : Aude Messéan
Moyens techniques : AB Télévision

## Lieux de tournage et décors
La série est intégralement tournée en studio (à de très rares séquences près), aux studios AB de La Plaine Saint-Denis. L’équipe utilise le plateau 1000, qui sert alors en alternance pour les émissions du mercredi après-midi du Club Dorothée ; lors du développement des sitcoms AB, le plateau 1000 sera ensuite exclusivement utilisé pour les décors des séries.
Les décors sont réalisés par Yves Pirès, décorateur habituel de AB.
L’intrigue se déroule quasi-exclusivement dans quatre lieux :
- La maison des Girard : visiblement cossue, on y entre directement par le salon, dont un canapé est l’élément central. Le reste de la décoration consiste en une table ronde, de nombreuses plantes et fleurs, un petit poste de télévision, situé dans un coin du salon, et un téléphone. À droite de la cheminée, deux marches permettent d’accéder à une loggia. La porte à gauche de la cheminée mène au bureau dans lequel M. Girard écrit ses scénarios sur un ordinateur. La porte à droite sous l’escalier permet d’accéder à la cuisine, totalement équipée avec des meubles en bois, avec une table ronde assortie autour de laquelle les personnages peuvent se retrouver pour prendre le petit déjeuner ; une porte avec des carreaux semble donner sur un jardin. À l’étage, on ne connaît que la chambre de Justine, avec un lit, une coiffeuse, une psyché, des étagères au mur et une petite bibliothèque. La chambre est assez grande pour accueillir également un deuxième matelas au sol, notamment pour Annette.
- La cafétéria : décorée avec des couleurs pastel qui font penser à un diner américain, les clients peuvent prendre place sur de larges banquettes rose et vert, autour de tables en métal. On y trouve au moins trois flippers, à l’entrée et au fond, ainsi qu’un juke-box, une borne d’arcade (à gauche en entrant) et un téléphone public (au fond à droite, juste devant la porte des toilettes). En revanche, il n’y a aucun bar auquel les clients pourraient passer commande d’une des nombreuses boissons colorées consommées dans la série. Dans la rue, juste en face de l’entrée de la cafét’, on peut apercevoir un néon « Club », utilisé précédemment dans le décor de l’émission Club Dorothée.
- Le couloir du lycée : il permet d’accéder à deux salles de classe (une de chaque côté), qui ne sont que très rarement filmées de l'intérieur. Les élèves peuvent accrocher leurs manteaux sur de longues patères ou s’asseoir sur des bancs. À l’avant de ce couloir, les élèves accèdent à de grands casiers.
- La chambre de bonne de Jérôme : la chambre semble se trouver sous les toits. Les murs sont blancs, décorés de photos de motos. On y trouve le lit et le bureau de Jérôme, un meuble de rangement intégré, de nombreuses étagères et un petit lavabo. Les toilettes se trouvent à l’extérieur de la chambre, porte de droite en sortant dans le couloir (juste après un lavabo d’appoint), probablement avec une salle de bains plus complète.

Un décor de chambre d'hôpital apparaît dans l'épisode 169, lorsque le personnage de Marie Girard donne naissance à la petite Chloé. Ce décor sera ensuite réutilisé pendant quelques épisodes.
À partir de l’épisode 240, Luc dispose de son propre appartement : le décor est particulièrement minimaliste, avec deux fenêtres, un bar en fausses briques, un panneau en liège pour accrocher des photos et un canapé convertible. Ce décor ne sera utilisé que pendant une cinquantaine d’épisodes.
À la fin de la série, Luc, Anthony et Daniel emménagent ensemble (dans l’épisode 302) dans un appartement avec un salon et un coin cuisine, délimité par un petit bar. Des portes coulissantes donnent sur la chambre d’Anthony, face à la porte d’entrée, tandis que la chambre de Daniel se situe à gauche de l’entrée. La salle de bains se trouve derrière le bar, mais seul le salon est vraiment visible.
Certains épisodes se déroulent également dans une salle de sports. Il s’agit d’un décor créé pour la série Les Filles d’à côté, tournée dans les mêmes studios, et dont on retrouve aussi le personnage de Gérard (interprété par Gérard Vivès) en gérant de la salle.
On retrouve certains éléments du décor dans le clip Le collège des cœurs brisés de Dorothée, régulièrement diffusé dans le Club Dorothée à partir de fin 1991, au moment du lancement de la série. Dorothée déambule dans le couloir et dans la cafétéria, dans lesquels les « couples » de la série (Justine avec Jérôme, Annette avec François, Isabelle avec Luc) sont figurants. Le couloir du lycée est aussi un lieu de passage pour la séquence « Le lycée papillon » du Cadeau de Noël, diffusé en décembre 1991, avant que les protagonistes entrent dans une salle de cours (qui ne sera pas utilisée ensuite dans Premiers Baisers). La cafétéria est de nouveau utilisée comme décor du Club Plus, éphémère émission dérivée du Club Dorothée destinée aux adolescents, diffusée pendant le premier semestre 1992.
Fin 1992, le salon et la cuisine des Girard sont utilisés à leur tour, avec quelques aménagements, en décor pour un autre clip de Dorothée, L’hôtel des cent bonheurs.
À partir de septembre 1993, les émissions du mercredi après-midi du Club Dorothée s’ouvrent par une visite accélérée du plateau 1000 (où étaient alors tournées toutes les sitcoms AB), qui s’ouvre par les décors de Premiers Baisers et permet de voir comment les différentes pièces sont agencées.

## Génériques

### Générique début
Le générique reprend le pont musical de la chanson Premier Baiser d’Emmanuelle, sortie en 1986 et dont les paroles sont écrites par Jean-François Porry.
Une version chantée est utilisée brièvement, à la rentrée 1994 (épisodes 231 à 243). Cela coïncide avec la sortie de la compilation de la chanteuse et une nouvelle édition de sa célèbre chanson en single.

### Génériques fin
Le générique fin reprend initialement lui aussi l’instrumental de Premier Baiser. Ensuite, une fois la carrière de Christophe Rippert dans la chanson lancée, le générique fin suit généralement les sorties de ses singles et en propose un court extrait. Ainsi, les titres suivants sont utilisés à tour de rôle :
- Un amour de vacances (épisode 50 à 105)
- Rien que du brouillard (épisodes 106 à 161)
- Les garçons se cachent pour pleurer (épisodes 162 à 230)
- Tu m’fais vraiment craquer (épisode 244 à 318)

La chanson Premier Baiser est également utilisée dans sa version chantée, pendant les quelques épisodes où elle sert aussi de générique début (épisodes 231 à 243).

## Liens avec d’autres séries
Outre Salut les Musclés, dont elle est une série dérivée, Premiers Baisers présente des liens avec d'autres séries d'AB Productions. 
- Le Miel et les Abeilles : dans Famille fou rire, un crossover réunissant les protagonistes de plusieurs séries d'AB Productions (Salut les Musclés, Premiers Baisers, Hélène et les Garçons et Le Miel et les Abeilles), il est expliqué que Justine Girard et Lola Garnier, héroïnes respectives de Premiers Baisers et du Miel et les Abeilles, sont cousines. Il est également expliqué à cette occasion que Roger Girard, le père de Justine, est le beau-frère d'Antoine Garnier, le père de Lola (Antoine serait donc, a priori, le frère de Marie Girard, absente de cet épisode). Par la suite, Aristide, l'un des personnages du Miel et les Abeilles, apparaît de manière régulière dans Premiers Baisers à partir de l’épisode 251.
- Les Filles d'à côté : les personnages de Premiers Baisers se rendent à plusieurs reprises dans la salle de sport « qui vient d’ouvrir » proche du lycée (à partir de l’épisode 203), qui est en fait celle utilisée par les personnages de la série Les Filles d’à côté. Ils y croisent régulièrement Gérard, le gérant de la salle, qui est également l'un des personnages principaux de cette dernière série.
- Hélène et les Garçons : dans l’épisode 224 de Premiers Baisers, Luc rencontre une mannequin australienne prénommée Linda (qui réapparaît ensuite dans plusieurs épisodes), incarnée par Lynda Lacoste. Il est facile de penser qu’il s’agit du personnage que cette dernière jouait à la même époque dans Hélène et les Garçons, même si, dans Premiers Baisers, Linda déclare à Luc qu’elle est mariée (ce qui n'est pas le cas du personnage de Linda dans Hélène et les Garçons).
- Les Garçons de la plage : dans l’épisode 235 de Premiers Baisers, Justine parle d’Agnès, la cousine de Roger, qui a un club de vacances dans les îles. Il s’agit très certainement d’Agnès Girard, personnage principal de la série Les Garçons de la plage, diffusée au même moment sur TF1.
- Premiers Baisers a en outre fait l'objet de plusieurs séries dérivées : Hélène et les Garçons, Les Années fac et Les Années bleues.

### Séries dérivées

#### Hélène et les Garçons(1992 - 1994)
Hélène fait sa rentrée à l’université : elle y fait la connaissance de Cathy et Johanna, avec qui elle partage sa chambre d’étudiante, mais aussi de Nicolas, dont elle tombe amoureuse. La série suit la vie sentimentale mouvementée d’Hélène, les filles et les garçons qui l’entourent, entre rencontres, histoires d’amour et tromperies. Les garçons se retrouvent régulièrement dans un garage, pour faire de la musique, ce qui les amène à rencontrer le producteur Thomas Fava, autant intéressé par l’idée de produire des chansons interprétées par Hélène que de la séduire.
La série est diffusée parallèlement à Premiers Baisers (le premier épisode d'Hélène et les Garçons est diffusé en mai 1992, entre les épisodes 43 et 44 de Premiers Baisers). Justine fait d’ailleurs une apparition dans la scène finale du premier épisode d'Hélène et les Garçons, qui la montre aux côtés de sa sœur Hélène dans le décor familier de la maison de Premiers Baisers. Par la suite, Hélène continue d'apparaître sporadiquement dans Premiers Baisers, notamment dans l’épisode 50, dans lequel elle présente Nicolas à ses parents alors qu’ils doivent partir en vacances. Dans les épisodes d'Hélène et les Garçons diffusés au même moment (fin juin 1992), Hélène vient pourtant de rompre avec Nicolas pour Thomas Fava.
Hélène n'apparaît plus dans Premiers Baisers après l'épisode 58 (diffusé en octobre 1992). Ses parents apparaissent toutefois dans l'épisode 87 d'Hélène et les Garçons (diffusé en décembre 1992), dans lequel Hélène vient chez eux pour leur demander conseil après avoir découvert l'infidélité de deux de ses amis.
À son tour, Hélène et les Garçons fera l'objet de plusieurs séries dérivées (Le Miracle de l'amour, Les Vacances de l'amour et Les Mystères de l'amour) dans lesquelles apparaissent, de façon généralement sporadique, certains personnages de Premiers Baisers.

#### Les Années fac(1995 - 1998)
Après les résultats du bac, Justine entre à l’université et emménage avec Jérôme. La série suit les mêmes personnages que ceux qui apparaissent à la fin de Premiers Baisers (notamment Luc, Virginie et Anthony), avec de nouvelles intrigues sentimentales et de nouveaux couples qui se font et se défont.

#### Les Années bleues(1998)
Les personnages sont désormais entrés dans la vie active. Luc et Anthony ont emménagé avec Rodrigue et vivent en face de l’appartement dans lequel Virginie habite avec Juliette et Sarah. Les personnages ont visiblement vieilli par rapport à la fin des Années fac et ne semblent plus en contact avec leurs anciens amis (Justine et Jérôme n'apparaissent d'ailleurs plus à l'écran). La série s’intéresse particulièrement aux relations entre Luc et Virginie, le premier essayant de reconquérir le cœur de la deuxième, dont il reste éperdument amoureux.

#### Projet de nouvelle série
En juin 2019, Anthony Dupray déclare avoir « commencé à travailler sur une suite de Premiers Baisers », à l’image des Mystères de l’amour. Jean-Luc Azoulay manifeste de l’intérêt pour le projet : « Je veux reprendre les mêmes personnages - et ils sont tous d'accord - vingt ans après, quand ils sont dans la vie active, devenus adultes avec des familles, des enfants… Ce qu'il y a de bien dans Les Mystères de l'amour et ce qu'il y aurait de bien dans Premiers baisers, c'est que les personnages ont déjà un background, une vie qui s'est déjà écrite. Donc les faire revivre vingt ans après, c'est passionnant. » En janvier 2020, cette série est encore « au stade de la préparation. On va ensuite proposer le projet aux chaînes ou aux plateformes, puis on verra si quelqu'un veut bien produire avec nous. »
Il semblerait que le projet ait été finalement abandonné.

## Réception critique
Première série AB à connaître un succès auprès du grand public, Premiers Baisers attire rapidement les critiques, qui lui reprochent un manque de réalisme ou la faiblesse des intrigues et du jeu des comédiens débutants. Ces mêmes critiques engloberont ensuite les « sitcoms AB » de façon générale, des « séries aseptisées », voire des « âneries boutonneuses ». En 1993, le journaliste Serge Halimi explique « leur médiocrité et (…) l’insipide portrait qu’elles dressent de la jeunesse » par de nombreux éléments : une « mise en scène minimale », des acteurs forcés de faire « des gestes excessifs et caricaturaux », des histoires qui « se répètent, traînent en longueur et tournent en rond », ou encore « des rires pré-enregistrés, généreusement diffusés pour donner un rythme à des émissions dont l’humour n’est pas la vertu première. » Surtout, il souligne la « grande régression culturelle » portée par ces séries, particulièrement dans les rapports hommes-femmes : « rencontres qui ne tournent qu’autour de « l’amour », rôles traditionnels revendiqués jusqu’à la caricature. »
Lorsque la chaîne France 2 lance à son tour une série autour d’un groupe de lycéens, Seconde B, elle se place en « anti-AB » et se targue d’aborder de vrais sujets de société avec réalisme. Le comédien Igor Butler, acteur principal de cette série mais aussi acteur récurrent dans quelques épisodes de Premiers Baisers, se montrait d’autant plus critique, autant envers des scénarios très légers que dans la réalisation : « Chez AB, on ne joue jamais latéral ou dans la profondeur de l'écran. Il y a quatre caméras en studio alignées en plan large. »

## Impact dans la culture populaire
Premiers Baisers a marqué de nombreux téléspectateurs, au même titre que les autres sitcoms AB diffusées à la même période. Anthony Dupray l’explique par la nouveauté de ce type de programme, des sitcoms portées par des adolescents, mais aussi par ce qu’était la télévision d’alors : « À l’époque, il n’y avait que six chaînes de télévision. Premiers baisers était un vrai rendez-vous. On faisait entre 40 et 45 points d’audience pour 8 millions de téléspectateurs donc forcément on a marqué toute cette génération. Ils voyaient tous les jours le Club Dorothée et les sitcoms AB. Avec Dorothée, on faisait aussi des primes pour les fêtes de fin d’année. On a occupé l’espace audiovisuel pendant de nombreuses années. »
Le très grand nombre d’épisodes produits par AB Productions à cette période a nécessité de nombreux comédiens débutants, pour des rôles secondaires ou de la figuration. Vingt ans plus tard, certains sont devenus célèbres et, dans les années 2010, les articles sur internet sont devenus très réguliers, pour évoquer les premiers pas, parfois qualifiés de « casseroles », de Laurent Lafitte, Guillaume Canet ou Julie Gayet, entre autres,.
Autre signe de l’impact de Premiers Baisers et de ses personnages sur le public, le buzz à la suite de la découverte de la liaison entre les personnages d’Annette et de Monsieur Girard dans la saison 4 de la série Les Mystères de l'amour. Lors de la diffusion de la séquence en mars 2013, les téléspectateurs ont été très nombreux à réagir sur les réseaux sociaux, souvent choqués par cette relation, parfois jugée malsaine. Qualifié d'Annettegate, ce buzz a ensuite été largement repris et commenté par les sites et la presse spécialisés,,,,.
En 2019, Franck Le Hen écrit la pièce Derniers Baisers, créée avec Anthony Dupray. Lors de la promotion de la pièce dans les médias, il explique en avoir eu l’idée lors d’une tournée : « En rencontrant fans et journalistes, j'ai senti qu'il y avait une vague de nostalgie des années 90 et de la sitcom Premiers baisers. Tous les téléspectateurs de la série ont aujourd'hui atteint la quarantaine, et ce cap s'accompagne d'une certaine nostalgie des bons moments passés pendant la jeunesse. »
Anthony Dupray y incarne un acteur d’une sitcom des années 1990, Premier Bisou, qui n’assume plus vraiment ce rôle mais accepte, pour des raisons financières, de participer à une journée organisée par des fans. L’occasion pour lui de revoir Magalie Madison, qui y jouait un personnage marquant par ses couettes et sa voix haut perchée. La pièce est à l’affiche du Théâtre de la Grande Comédie, du 4 juin au 9 juillet 2019.

## Diffusions internationales
La série a connu un certain succès en Italie, où elle a été diffusée, ainsi que les 87 premiers épisodes de sa suite Les Années fac sous le titre Primi Baci. Elle a également été diffusée dans d’autres pays d’Europe, parfois seulement en partie.
- Espagne (Galice): Primeiros bicos (sur Televisión de Galicia)
- Espagne (Pays basque): Lehenengo Musuak (sur ETB1)
- Hongrie : Első csók (sur RTL Klub)
- Italie : Primi Baci (sur Italia 1)
- Russie: Первые поцелуи (sur RTR)

## Commentaires
- L'intrigue de l'épisode 142 de la série, intitulé Bats-toi, repose sur la chanson du même titre de Dorothée (dont les paroles sont signées Jean-François Porry), sortie en 1992.

- Fabien Remblier, qui jouait le personnage de Jérôme, est devenu réalisateur, spécialiste de la prise de vue en 3D-relief. Il a notamment coréalisé le film en 3D-Relief Une nuit au cirque et deux courts-métrages. Il a également écrit un ouvrage autobiographique intitulé Les Années sitcom, dans lequel il revient notamment sur les coulisses de Premiers Baisers[26].

- Dans un entretien accordé à Toutelatele, Bruno Le Millin est revenu sur le succès de Premiers Baisers, et de son personnage, Roger, papa et auteur du feuilleton Amour toujours : « Tout ce que je fais, je le fais avec plaisir. Je ne me suis jamais plaint qu’on m’appelle Monsieur Girard. J’ai tourné de 1991 à 1997, soit 518 épisodes au total je crois. Je n’étais pas dans tous, mais j’ai dû en faire 400 ou 450… En sitcom, vous être le propre défenseur de votre personnage. C’est à vous de le défendre et de le faire évoluer. Après la fin des sitcoms, il y a eu un temps difficile. Les directeurs de castings disaient qu’on m’avait trop vu. On reproche toujours le succès de quelque chose.»[27]

## Produits dérivés

### Livres
Une collection « roman-clip » est éditée par ABH (filiale du groupe AB) en 1994. Chaque volume contient la novélisation d’un épisode, avec quelques pages de photos incluses.
1. Un baiser de star  (ISBN 978-2-01-512006-5)
2. Chacun son cavalier  (ISBN 978-2-01-512005-8)
3. L’inconnu du minitel  (ISBN 978-2-01-512004-1)
4. Les invités-surprises  (ISBN 978-2-01-512007-2)
5. Deux oiseaux de passage  (ISBN 978-2-01-512011-9)
6. La bombe australienne  (ISBN 978-2-01-512012-6)
7. De surprises en surprises  (ISBN 978-2-01-512013-3)
8. Fiancés en folie  (ISBN 978-2-01-512026-3)
9. Champions de l’amour  (ISBN 978-2-01-512027-0)
10. Le Mozart du roman  (ISBN 978-2-01-512028-7)
11. Prince charmant  (ISBN 978-2-01-512036-2)
12. Un voyage de rêve  (ISBN 978-2-01-512035-5)
13. Allez les filles !  (ISBN 978-2-01-512034-8)

### Disques
Début 1992, AB Disques édite en single (K7 Single, CD single et vinyle SP 45 tours) Premiers Baisers (Générique original de la série TV) chanté par Emmanuelle. Le disque reprend la chanson déjà éditée en 1986 (avec la version instrumentale en face B) mais avec une pochette différente représentant des photos des différents personnages de la série.
La diffusion de la série permet également à Jean-Luc Azoulay de produire plusieurs singles ou albums interprétés par les comédiens de la série. On peut citer :
- Un amour de vacances, par Christophe Rippert (1993)
- Lola au chocolat, par Julie Caignault (1993)
- Mets un peu de musique, par Christine et Stéphanie Ever (1995)
- Comme un amour d’été, par Camille Raymond (1995)

Inversement, Jean-Luc Azoulay lance la carrière musicale d’Anthony Dupray avec le titre Autour de toi Hélène (1993) et l’intègre ensuite, début 1994, au casting de la série. Camille Raymond apparaît dans le deuxième clip d’Anthony Dupray, Prendre la route avec moi (1994).

### K7 vidéo et DVD
Plusieurs vidéocassettes avec deux épisodes sont éditées dans les années 1990.
La série est ensuite éditée en DVD chez AB Vidéo, à partir de 2007. Les sept volumes reprennent les 114 premiers épisodes.

### Autres supports
- Dorothée Magazine, édité par le groupe AB, reprend chaque semaine le récit d’un épisode en mini-roman de quatre pages, à collectionner (à partir du numéro 140 du 26 mai 1992)[29].
- Premiers Baisers fait l’objet d’un album de vignettes autocollantes Panini.
- En 1994, Camille Raymond prête sa voix à l'un des Pin's de la collection de pin's parlants lancée par TF1.
- Un pin’s Premiers Baisers, avec le logo sur fond de cœur, fait partie de la collection des pin’s du Club Dorothée.